# Carmen Amaya
Pour les articles homonymes, voir Amaya.
Carmen Amaya est une chanteuse et danseuse de flamenco née le 2 novembre 1918 à Barcelone et morte le 19 novembre 1963 à Begur (Gérone).

## Biographie
Née à Barcelone dans une famille de gitans catalans, elle passe son enfance au Somorrostro (es), bidonville bâti à côté de la plage du Somorrostro, près d'où se trouve actuellement le village olympique. À l'âge de 6 ans, elle commence à danser dans des restaurants de Barcelone, accompagnant son père, José Amaya « El Chino », guitariste de flamenco.
En 1929, Amaya a l'occasion de danser dans le cadre de l'Exposition universelle qui a lieu à Barcelone, ce qui l'aide à se faire connaître du grand public. Dans la même année, elle danse dans plusieurs villes espagnoles avant de se rendre à Paris, où pendant six mois, elle fait partie d'un spectacle avec la chanteuse espagnole Raquel Meller. En 1935, elle débute au Théâtre Colliseum de Madrid, obtenant un grand succès. Elle commence aussi sa carrière au cinéma, tournant dans des films musicaux tels que La fille de Juan Simon ou Maria de la O.
En 1937, pour fuir la guerre civile espagnole, Amaya quitte le pays avec sa troupe pour aller au Portugal, puis en Argentine, où elle obtient un grand succès. Pendant 3 ans, elle se produit dans de nombreux pays d'Amérique Latine, avant de débuter aux États-Unis en 1941. Dans ce pays, elle se produit dans les théâtres les plus importants, et notamment au Carnegie Hall. Elle intervient dans plusieurs films. Le succès obtenu lui vaudra même d'être invitée à la Maison-Blanche pour danser devant le président Roosevelt.
Amaya rentre en Espagne en 1947, et enchaîne les tournées nationales et internationales à travers l'Europe, l'Amérique et l'Asie. En 1951, lors d'une cérémonie discrète à Barcelone, elle se marie avec Juan Antonio Agüero, guitariste de sa compagnie, avec qui elle vivra jusqu'à sa mort. Atteinte d'une maladie rénale, en 1963 elle tourne dans le film Los Tarantos, malgré son état. Elle arrête la danse et part se reposer à Begur, petit village de la côte catalane, où elle décèdera quelques mois plus tard des suites de sa maladie.

## Ses apports au flamenco
Avec son style épuré et énergique, Amaya révolutionna la danse flamenco. Elle mit particulièrement en valeur les zapateados (martèlements rythmés des pieds) dans la danse féminine, qui se centrait jusqu'alors dans les mouvements des bras. Amaya possédait une maîtrise rythmique exceptionnelle que l'on pouvait aussi apprécier lorsqu'elle battait des mains ou qu'elle suivait le rythme avec ses doigts sur une table. Elle fut aussi la première danseuse de flamenco à s'habiller en pantalons pour exécuter ses chorégraphies.
Bien qu'elle soit surtout connue comme danseuse, elle possédait également une voix remarquable et pleine de nuances. Elle chantait ainsi dans ses spectacles et enregistra plusieurs disques. Pour accompagner ses numéros de danse, elle jouait souvent des castagnettes, instrument qu’elle maîtrisait également.
Grâce à la précision, au rythme et à l’élégance de sa danse, elle est considérée comme l’une des plus importantes danseuses de flamenco de tous les temps.

## Hommages
En 1959, en sa présence, une fontaine fut baptisée de son nom à Barcelone, près de l'endroit où elle était née.
Jean Cocteau lui rendit hommage en écrivant : « Carmen Amaya, c'est la grêle sur les vitres, un cri d'hirondelle, un cigare noir fumé par une femme rêveuse, un tonnerre d'applaudissements. » Charles Chaplin dit qu'elle était « un volcan allumé par de superbes éclairs de musique espagnole »,, et Orson Welles que Carmen était « la plus artiste des danseuses et la plus géniale des artistes ». Plusieurs tableaux du peintre Miguel Devèze la représentent dansant le flamenco.
Sa sépulture se situe au cimetière de Ciriego, à Santander.
Après sa mort, deux statues lui furent élevées dans sa Catalogne natale, l’une à Barcelone, dans les Jardins de Joan Brossa, à Montjuïc, et l’autre à Begur. Stéfan Le Lay lui rendit hommage dans Carmen Amaya Forever, un documentaire sorti en 2003.
En 1988, le Tablao de Carmen a été fondé au cœur du Village Espagnol (Poble Espanyol) en hommage à Carmen Amaya, à l'endroit même où elle dansa pour le roi d'Espagne, Alfonso XIII, lors de l'inauguration de l'Exposition Internationale de Barcelone en 1929. Les spectateurs peuvent aujourd’hui toujours y voir un spectacle authentique de flamenco. Une partie de la collection photographique originale de Carmen Amaya est présentée au Tablao de Carmen. La guitare (fabriquée par Santos Hernández en 1930) de son mari Juan Antonio Agüero fait partie du patrimoine de la famille fondatrice du Tablao de Carmen, et est utilisée lors d'occasions spéciales.

## Filmographie
- 1929 : La bodega.
- 1935 : La Fille de Juan Simon
- 1936 : Don viudo de Rodríguez, court métrage.
- 1936 : María de la O.
- 1940 : Martingala.
- 1942 : Aires de Andalucía, court métrage.
- 1942 : Panama Hattie.
- 1944 : Knickerbocker Holiday.
- 1944 : Follow the boys.
- 1945 : Voyez mon avocat (See My Lawyer).
- 1945 : Los amores de un torero.
- 1954 : Dringue, Castrito y la lámpara de Aladino.
- 1958 : Musica en la noche.
- 1963 : Los tarantos.

## Discographie
- 1956 : The queen of the gypsies.
- 1990 : Grandes figures du flamenco, vol. 6.
- 1996 : Carmen Amaya en familia.
- 2002 : Grabaciones Discos de Pizarra 1948 - 1950.